# Pandémie de Covid-19 en Asie du Sud-Est
La pandémie de Covid-19 en Asie du Sud-Est fait partie de la pandémie mondiale de maladie à coronavirus 2019 (COVID-19) causée par le coronavirus du syndrome respiratoire aigu sévère 2 (SARS-CoV-2). Il a été confirmé qu'il s'était propagé à l'Asie du Sud-Est le 13 janvier 2020, lorsqu'une femme de 61 ans de Wuhan a été testée positive en Thaïlande, ce qui en fait le premier pays autre que la Chine à signaler un cas. Le premier décès est survenu le 2 février, impliquant un Chinois de 44 ans aux Philippines, également la première hors de Chine. Au 24 mars, tous les États de la région avaient annoncé au moins un cas.
En date du 30 décembre 2022, le Viêt Nam a le plus grand nombre de cas, devant l'Indonésie et la Malaisie, tandis que l'Indonésie compte le plus grand nombre de décès. En revanche, le Timor oriental compte le moins de cas et de décès.

## Contexte
Le 12 janvier 2020, l'Organisation mondiale de la santé (OMS) a confirmé qu'un nouveau coronavirus était la cause d'une maladie respiratoire chez un groupe de personnes à Wuhan, Hubei, Chine, qui a été signalé à l'OMS le 31 décembre 2019,.
Le taux de létalité pour le Covid-19 a été bien inférieur au SRAS de 2003,, mais la maladie transmissible a été significativement plus élevée , avec un nombre total de morts important,.

## Ligne du temps
L'Asie du Sud-Est a été parmi les premières régions à être touchées par la pandémie. La Thaïlande, les Philippines, Singapour, le Cambodge, le Viêt Nam et la Malaisie ont signalé les cas index en janvier 2020, tandis que les autres étaient en mars.
L'Asie du Sud-Est a fait face à sa première vague en janvier 2021 en signalant plus de 15 000 cas par jour, principalement l'Indonésie. La deuxième augmentation des infections a commencé début juin au milieu de la flambée du variant delta, et a culminé de juillet à août lorsque la région comptait en moyenne près de 100 000 cas et 3 000 décès par jour. Tous les pays ont vu leurs cas augmenter rapidement, entraînant des fermetures et des restrictions d'activités.
La troisième vague a frappé l'Asie du Sud-Est en février 2022, car elle a signalé plus de 200 000 cas par jour en raison de la propagation du variant Omicron. Cependant, le nombre de décès était quatre à six fois inférieur au pic précédent.

## Cas confirmés

### Brunei

Brunei a confirmé son premier cas le 9 mars 2020 à Pekan Tutong, impliquant un homme de 53 ans qui était revenu de Kuala Lumpur, en Malaisie, le 3 mars. Il s'est propagé à tous les districts de Brunei.

### Cambodge

Le 27 janvier 2020, le Cambodge a annoncé son premier cas à Sihanoukville. Il s'agissait d'un chinois de 60 ans qui avait voyagé à Wuhan avec sa famille.

### Indonésie

L'Indonésie a signalé ses premiers cas le 2 mars 2020, après qu'un professeur de danse et sa mère ont été testés positifs pour le virus. Tous deux étaient en contact avec un ressortissant japonais qui a ensuite été testé positif en Malaisie. Le 9 avril, il s'était propagé à toutes les 34 provinces du pays. Jakarta, Java occidental et Java central sont les provinces les plus touchées.

### Laos

Le Laos a confirmé ses premiers cas le 24 mars 2020, devenant le dernier pays d'Asie du Sud-Est à signaler des cas de Covid-19.

### Malaisie

La Malaisie a annoncé ses premiers cas le 25 janvier 2020. Cela a commencé lorsque huit ressortissants chinois ont été mis en quarantaine dans un hôtel à Johor Bahru le 24 janvier après avoir été en contact avec une personne infectée à Singapour voisin. Malgré les premiers rapports faisant état de tests négatifs pour le virus, trois d'entre eux ont été confirmés infectés le 25 janvier et ont ensuite été mis en quarantaine à l'Hôpital Sungai Buloh de Selangor.

### Birmanie

La pandémie a atteint la Birmanie le 23 mars 2020. Ses deux premiers cas concernaient un homme de 36 ans revenant des États-Unis et un homme de 26 ans revenant de Grande-Bretagne. Tous deux étaient des ressortissants de la Birmanie et avaient été testés positifs.

### Philippines

Le 30 janvier 2020, les Philippines ont confirmé leur premier cas en Métro Manille. Il s'agissait d'une femme chinoise de 38 ans originaire de Wuhan qui était enfermée à l'Hôpital San Lazaro à Manille. Le deuxième cas a été confirmé le 2 février, impliquant un Chinois de 44 ans décédé un jour plus tôt, qui était également le premier décès confirmé de la maladie en dehors de la Chine.

### Singapour
Singapour a signalé son premier cas le 23 janvier 2020, impliquant un Chinois de 66 ans qui est venu de Guangzhou avec sa famille.

### Thaïlande

La Thaïlande est devenue le premier pays en dehors de la Chine à signaler un cas. Son premier cas remonte au 13 janvier 2020, impliquant une femme chinoise de 61 ans qui résidait à Wuhan. Elle s'est envolée avec sa famille pour l'aéroport de Suvarnabhumi à Bangkok le 8 janvier où elle a été détectée à l'aide d'une thermographie puis hospitalisée. Quelques jours plus tard, elle a été testée positive pour le virus.

### Timor oriental

Le Timor oriental a confirmé son premier cas de Covid-19 le 21 mars 2020. Il s'agissait d'un cas importé et son origine est inconnue.

### Viêt Nam

Le 23 janvier 2020, il a été confirmé que la pandémie s'était propagée au Viêt Nam, lorsqu'un Chinois de 66 ans voyageant de l'épicentre de Wuhan à Hanoï pour rendre visite à son fils a été testé positif. Son fils a contracté le virus de son père lorsqu'ils se sont rencontrés à Nha Trang.

## Données
| Pays ou territoires | Cas index       | Cas index         | Cas        | Guérisons  | Déces   | Actifs  |
| Pays ou territoires | Date            | Lieu              | 35 526 258 | NC         | 364 884 | NC      |
| ------------------- | --------------- | ----------------- | ---------- | ---------- | ------- | ------- |
| Brunei              | 9 mars 2020     | Pekan Tutong      | 261 440    | 243 601    | 225     | 17 614  |
| Cambodge            | 27 janvier 2020 | Sihanoukville     | 138 551    | 135 401    | 3 056   | 94      |
| Indonésie           | 2 mars 2020     | Kemang            | 6 718 090  | 6 542 791  | 160 574 | 14 725  |
| Laos                | 24 mars 2020    | Vientiane         | 217 729    | NC         | 758     | NC      |
| Malaisie            | 25 janvier 2020 | Johor Bahru       | 5 024 902  | 4 975 137  | 36 845  | 12 920  |
| Birmanie            | 23 mars 2020    | Tedim             | 633 639    | 608 278    | 19 490  | 5 871   |
| Philippines         | 30 janvier 2020 | Manille           | 4 062 697  | 3 983 355  | 65 309  | 14 033  |
| Singapour           | 23 janvier 2020 | Sentosa           | 2 199 237  | 2 124 969  | 1 711   | 72 557  |
| Thaïlande           | 13 janvier 2020 | Bangkok           | 4 721 808  | 4 649 509  | 33 594  | 38 705  |
| Timor oriental      | 21 mars 2020    | NC                | 23 386     | 23 102     | 138     | 146     |
| Viêt Nam            | 23 janvier 2020 | Hô Chi Minh-Ville | 11 524 779 | 10 611 059 | 43 184  | 870 536 |